# Бузинов, Валентин Николаевич
Валентин Николаевич Бузинов (укр. Валентин Миколайович Бузінов; род. 1939) — советский и украинский спортсмен и тренер; Мастер спорта СССР, Заслуженный тренер Украины. Также общественный деятель, один из основателей гребного спорта в Фастове (Киевская область).

## Биография
Родился 18 сентября 1939 года в Киеве.
Работает с 1953 года. В 1957 году окончил Киевский строительный техникум. В 1963 году окончил Высшую школу тренеров при Киевском государственном институте физической культуры. С 1971 года работает в Фастове в должности старшего тренера-преподавателя по гребле на байдарках и каноэ.
Продолжив образование, в 1975 году Валентин Николаевич окончил Киевский государственный институт физической культуры (ныне Национальный университет физического воспитания и спорта Украины). В 1988 году окончил Республиканские курсы повышения квалификации. В 2006 году учился на международном научно-практическом семинаре тренеров, а в 2007 году окончил курсы тренеров Украины — членов Национального Олимпийского комитета.
В. Н. Бузинов работал тренером сборных команд Украинской ССР и Советского Союза, представлял спортивное общество «Локомотив».
С 1997 года Бузинов работает в Киевской ДЮСШ «Динамо» в должности тренера-преподавателя. Несмотря на выход в 2011 году на пенсию, продолжает работу с молодыми спортсменами.
Наряду со спортивной деятельностью, занимался и общественной — избирался депутатом Фастовского городского совета, был членом горисполкома и возглавлял в нём одну из комиссий. Является председателем Киевской областной федерации по гребле на байдарках и каноэ и общественной организации „Фастовский спортивный гребной клуб «Каяк»“. В 2015 году ему была назначена государственная стипендия как выдающемуся деятелю физической культуры и спорта Украины.
В. Н. Бузинов женат, имеет двоих детей.

## Достижения и награды
Фастовские гребцы на байдарках и каноэ в течение 25 лет входили в состав сборной СССР. Первой чемпионкой Украины и первым мастером спорта в Киевской области стала его воспитанница Людмила Крохмальная. Высоких результатов достигли братья Александр и Сергей Калиниченко, которые были неоднократными чемпионами и призерами Украины, Советского Союза, Европы и мира. Также у него тренировались Вадим Тарадай (бронзовый призер Чемпионата мира), Владимир Бородин (многократный чемпион Украины), и новое поколение украинских спортсменов — Наталья и Иван Докиенко, Виталий Бутырин, Богдан Тимощук, Александр Сапожко и другие.
- Награждён медалью «Ветеран труда» и Почётной грамотой Верховной Рады Украины[укр.].
- Был удостоен многих грамот и знаков отличия спорткомитетов области, Украины и СССР, а также Центрального комитета ВЛКСМ и Совета Министров СССР.
- Почётный «динамовец».[4]